# Belmont-Broye
Pour les articles homonymes, voir Belmont.
Belmont-Broye est une commune suisse du canton de Fribourg, située dans le district de la Broye.

## Histoire
Belmont-Broye est issue de la fusion du 1er janvier 2016 des anciennes communes de Domdidier, Dompierre, Léchelles et Russy.
L'administration communale siège à Domdidier.

## Géographie
Belmont-Broye est limitrophe de Grolley-Ponthaux , Misery-Courtion, Montagny, Saint-Aubin ainsi qu'Avenches, Corcelles-près-Payerne et Missy dans le canton de Vaud.

## Localités
Belmont-Broye comprend les localités suivantes avec leur code postal et leur ancienne commune avant la fusion :
| Localité  | NPA  | Ancienne commune |
| --------- | ---- | ---------------- |
| Chandon   | 1773 | Léchelles        |
| Domdidier | 1564 | Domdidier        |
| Dompierre | 1563 | Dompierre        |
| Léchelles | 1773 | Léchelles        |
| Russy     | 1773 | Russy            |